# Siphonorhis brewsteri
Siphonorhis brewsteri là một loài chim trong họ Caprimulgidae.